# Guido de Brès-Stichting
De Guido de Brès-Stichting is het wetenschappelijk instituut voor de SGP. Directeur is Jan Schippers. Vaste medewerkers zijn Aarnout van Gelder als wetenschappelijk medewerker en Femke van de Weteringh als communication assistant.
Het instituut is opgericht in 1974 en wil een bijdrage leveren aan de doordenking van maatschappelijke ontwikkelingen vanuit Staatkundig Gereformeerd perspectief. Het instituut is vernoemd naar Guido de Brès, een Waalse, protestants theoloog uit de 16e eeuw. Het instituut publiceert elk kwartaal het studieblad Zicht.
Op 8 augustus 2009 publiceerde het instituut het stuk De staat achter de voordeur?! Overheidsinvloed op het gezin in internationaal perspectief, waarin wordt verplicht eerst een bemiddelingstraject te doorlopen alvorens er daadwerkelijk wordt overgegaan op een echtscheiding.

## Activiteiten
De stichting houdt zich onder andere bezig met de volgende activiteiten:
- studie naar politieke vraagstukken
- schrijven van opiniërende artikelen
- organiseren van Guido-conferenties
- uitgave van het studieblad Zicht